# 赵堌堆乡
赵堌堆乡，是中华人民共和国山東省济宁市梁山县下辖的一个乡镇级行政单位。

## 行政区划
赵堌堆乡下辖以下地区：
董花园村、宁阳郭村、孙孝溪村、前范城村、后范城村、梁岭村、井雷村、房那里村、杨寨村、东潭村、中潭村、西潭村、八分庄村、张湾村、丁那里村、蔡楼村、西刘村、贾庄村、马湾村、李楼村、大吴村、崔温村、雷黄村、刘力村、王大井村、赵堌堆村、艾那里村、范那里村、钟那里村和王老君村。

## 人口
2010年中国第六次人口普查时，赵堌堆乡共有人口26699人。共有家庭8184户，平均每户3.26人。14岁以下的少年儿童共5488人，占总人口20.55%；15-64岁人口共18399人，占总人口68.91%；65岁及以上的老年人共2812人，占总人口的10.53%。男性共计13521人，占总人口50.64%；女性共计13178人，占总人口49.35%。本地居住的人口中，拥有本地户籍的人口为25889人，占96.96%。